# 樋口修一郎
樋口 修一郎（ひぐち しゅういちろう、1888年（明治21年）1月18日 - 1949年（昭和24年）11月24日）は、日本の海軍軍人。海軍潜水学校校長。最終階級は海軍中将。

## 生涯

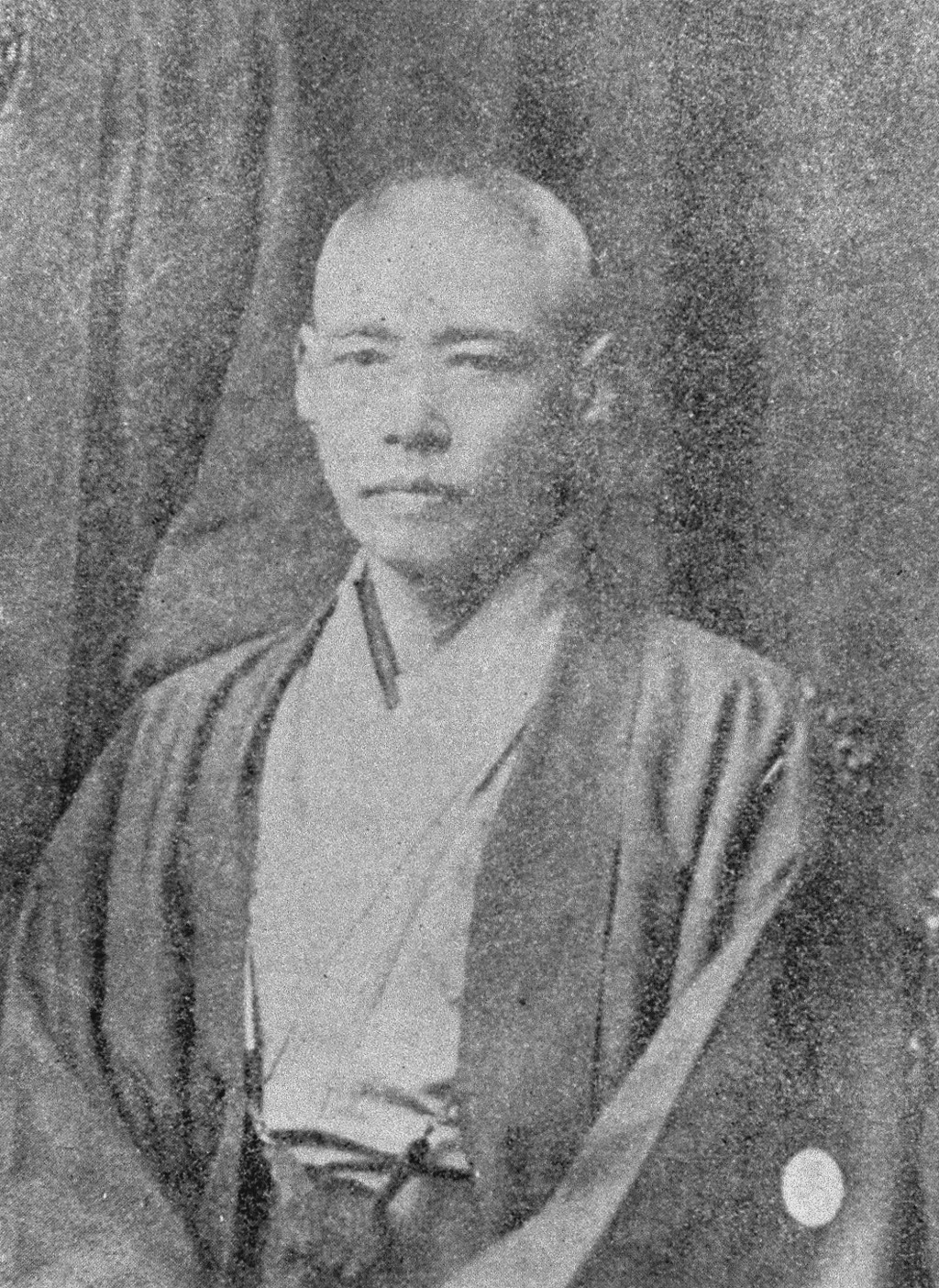
樋口彦四郎。彦四郎は白虎隊士として戊辰戦争を戦い、戦後は実業家となる。

長野県出身。父は長野市で畜産会社を興した旧会津藩藩士の樋口彦四郎で、その長男である。正則中学を経て海軍兵学校37期を卒業した。海軍大学校乙種学生、海軍水雷学校高等科学生を修了後、第一潜水艇隊艇長を務め、第二特務艦隊司令部附として第一次世界大戦に出征。駆逐艦「杉｣乗組みとして連合国艦船の護衛任務に従事した。終戦後には〇六潜水艦艦長に就任し、同艦をハリッジからマルタ島まで回航した。
帰国後は第32潜水艦艤装委員長、第27潜水艦長、造船造兵監督官、伊号第52潜水艦長のほか、潜水学校教官などを務めている。1926年(大正15年)12月中佐へ進級し、潜水艦用飛行機の研究を主目的とした欧米各国出張を命じられる。帰国後再び潜水学校教官となり、同職を3年務めている。1931年(昭和6年)12月大佐へ進級し第18潜水隊司令のほか、潜水母艦「韓崎｣・「迅鯨」の各艦長、呉防備隊司令を歴任した。1937年(昭和12年)12月、少将となり、呉防備戦隊、上海方面根拠地隊、第5根拠地隊の司令官職を歴任。太平洋戦争開戦を潜水学校長として迎え、潜水艦長の急速養成などに対応した。同職を2年務めたのち、1944年(昭和19年)1月予備役編入となった。
1947年（昭和22年）11月、公職追放の仮指定を受けた。

## 人物

### 37期ベッキ組

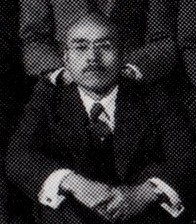
同期生で稚松会理事を務めた竹崎武雄大佐

樋口の兵学校卒業席次は179名中131番と下位(ベッキ)であった。「宗谷」乗組み候補生として練習艦隊に参加したが、37期の成績下位グループ、特に「宗谷」乗組みとなった者(先任候補生は井上成美)は厳しい教育を受けた。艦長は鈴木貫太郎であり、指導官山本五十六、指導官附古賀峯一などがいたが、一部教官の指導には乱暴なものがあり、反感さえ抱くものがあった。また練習艦隊司令官からの評価は低く、鈴木は乗組み候補生に「20年後を見よ」と涙ながらに訓示した。結局37期ベッキ組は少尉任官が2月余り遅れるという海軍史上唯一の憂き目にあっている。しかし後年37期生は将官を55名誕生させるなど、人事局が人員の整理に困惑する充実したクラスとなり、ベッキ組からも多くの将官が誕生した。37期ベッキ組、往年の｢宗谷｣乗組み候補生であった樋口もまた、潜水学校の校長を務める潜水艦の権威となった。
稚松会
樋口は稚松会の会員である。37期生では他に、中田操大佐、竹崎武雄大佐が同会の会員で、樋口と中田は会創設の準備会議段階から参画した。樋口の岳父は木村丑徳陸軍砲兵中佐で、木村は会津会会員。